# Tornado (Bootsklasse)

Tornado, Mehrrumpfboot

Der Tornado ist als Zweirumpfsegelboot oder Katamaran die bisher schnellste internationale Segelbootsklasse. Wie alle Bootsklassen trägt er sein Klassenzeichen im Großsegel, ein als Wirbelsturm stilisiertes T mit zwei Linien darunter. Von 1976 bis 2008 war die Klasse olympisch, seit 2016 ist der Nacra 17 die olympische Mehrrumpfklasse.

## Geschichte

### Anfänge
Der Tornado wurde 1967 von dem Engländer Rodney March unter Mithilfe von Terry Pierce und Reg White entwickelt. Zu der Zeit war es im Gespräch, einen Katamaran in die olympischen Segelboote aufzunehmen. In den Ausscheidungsrennen der ISAF besiegte der Tornado die anderen angetretenen Boote spielend und wurde 1976 erstmals olympisch. Im November 2007 entschied sich die ISAF gegen einen Tornado-Wettbewerb bei den Olympischen Spielen 2012.
Aufgrund der Anstrengung des Katamaransegelns wurde der Tornado lange Zeit ausschließlich von Männern gesegelt, allerdings haben sich in den letzten Jahren auch gemischte Teams unter die besten der Welt geschoben, wobei die Frauen in der Regel als Steuermann und die Männer als Vorschoter agieren.
Die Hersteller sind bzw. waren: Marström (S), White Formula (GB), White (GB), Sailcraft England (GB), Phantercraft (GB), Glas (D), Denninger und Maile (D), Wallner (A), Steiner (A), Scheurer (CH), Boyer (CDN), Alwoplast (Chile), und andere.

### Überarbeitungen der Bootsklasse
Um das Boot auf die sportlichen Belange der heutigen Zeit zu trimmen, wurde er 2000 verändert. Er bekam ein zweites Trapez (für den Steuermann) und einen Gennaker mit 25 m² Segelfläche, außerdem wurde die Segelfläche des Großsegels auf 17 m², die der Fock auf 7 m² vergrößert.
2005 wurde der Tornado mit einem Mast aus Carbon ausgestattet. Dies hat die Leistung des Boots weiter erhöht.
Die Überarbeitungen führten allerdings dazu, dass sich die Regattafelder verkleinerten, da nicht alle Segler aus Kostengründen auf den neuen Stand aufrüsteten, mit der herkömmlichen Ausführung des Bootes aber keine Chancen mehr auf gute Platzierungen hatten.

## Segeln

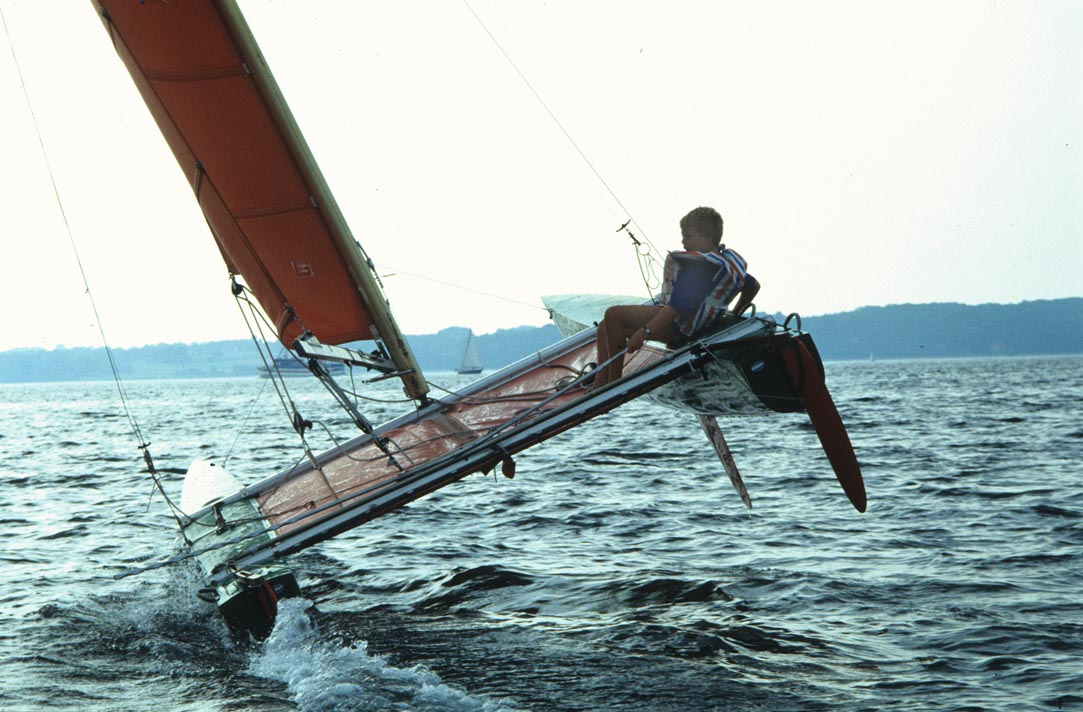
Tornado

Entscheidend für die relativ hohen Geschwindigkeiten von Katamaranen ist primär, dass der Katamaran mehr Segelfläche als ein in der Masse vergleichbares Einrumpfboot tragen kann, da er in der Lage ist, einen größeren Winddruck aufzunehmen.
Dies wird in erster Linie durch das hohe aufrichtende Moment aufgrund der Bootsbreite erreicht. Zusätzlich wird das aufrichtende Moment durch das Verlagern des Mannschaftsgewichtes (ausreiten, Trapez) noch weiter erhöht. Dies ist wiederum beim Katamaran effektiver als beim Einrumpfboot, da ein größerer Hebelarm vorhanden ist.
Durch die profilierten Segel (drehbarer Mast, durchgelattetes Großsegel) wird der aerodynamische Wirkungsgrad der Segel nochmals um rund 20 % erhöht.
Der Tornado wird am schnellsten gesegelt, wenn – durch die Krängung bedingt – der Luvrumpf gerade aus dem Wasser kommt. Durch gezielten Einsatz der Trimmeinrichtungen, insbesondere des Travellers, lässt sich der Katamaran bis etwa Windstärke 6 sicher segeln. Eine geübte Crew kann auch stärkere Böen abwettern, das Mehr an Wind lässt sich aber nur noch bedingt in Vortrieb umwandeln.
Bei höherem Seegang kann es zum Unterschneiden kommen. Dabei „bohrt“ sich die Bugspitze des Leerumpfes in einen Wellenberg, was zu einem abrupten Abbremsen (Stecker) und im schlimmsten Fall zu einem Überschlag nach vorne führt.